# Miko Mission
Pier Michele Bozzetti (Alessandria, Piamonte, 22 de junio de 1945) conocido por su nombre artístico Miko, Don Miko o Miko Mission, es un cantante, compositor y productor italiano, conocido popularmente por canciones como "How Old Are You?", "The World Is You"" y "Two For Love", entre otras.

## Carrera
Comenzó a cantar a una edad muy temprana, y a la edad de siete años actuó como cantante en "Gelindo", una obra de teatro representada en Alessandria.
A los catorce años, formó su primera banda "I passi per la Musica", más tarde rebautizada como "Oscars". El grupo participó en varios concursos de canto, entre ellos Ribalta per Sanremo que tuvo lugar en el Lido de Venecia, donde ganó el concurso y firmó un contrato con Ariston Records en 1964. Adoptando el nombre artístico de Don Miko, debutó con "45 Gente... che ragazza!" y más tarde "Non hai più niente per me", que se convirtió en un éxito de verano.
Participó en el Festival de la Canción de San Remo 1965 presentando, en combinación con Timi Yuro, la canción "E poi verrà l'autunno", que no fue admitida en la noche final, pero logró cierto éxito, y luego fue interpretada por Mina. Al año siguiente grabó una versión italiana de "Michelle" de los Beatles, con letra escrita por Ricky Gianco.
En 1976 vuelve a Participar en el Festival de la Canción de San Remo con "Signora tu" (escrita por él con música de Graziano Pegoraro), que ocupó el decimosexto lugar y también entró en el Hit Parade durante varias semanas.
En la década de los ochenta, Bozzetti alcanzó la cima de su popularidad bajo el nombre artístico de Miko Mission con éxitos de Italo disco como "How Old Are You?" y "The World Is You". En la década siguiente retomó el nombre de Don Miko, lanzando nuevo material inédito y dando conciertos por Europa.
Durante la década de 2000, los éxitos de Miko Mission experimentaron un resurgimiento del interés, junto con el redescubrimiento de la música Italo disco, como lo demuestra el remix de Master Blaster de 2003 de "How Old Are You?", así como el remix producido el mismo año por Italo Allstars para la canción "The World Is You".
Miko Mission siguió grabando en el estilo Italo disco, lanzando "Thinking Of You" en 2008, "Let It Be Love" en 2010 y "Universal Feeling" en 2014.

## Discografía
Álbumes grabados como Don Miko
- 1993 - Remember (CD Recopilación)
- 1999 - W Te (CD Álbum)

Álbumes grabados como Miko Mission
- 1999 - The Greatest Remixes Hits
- 2014 - The Original Maxi-Singles Collection
- 2019 - Greatest Hits & Remixes

7" grabados como Don Miko
- 1964 - Gente...che ragazza!/Non hai più niente per me
- 1965 - E poi verrà l'autunno/Non ti scusare
- 1965 - Abbasso te/Un giorno intero
- 1965 - O credi agli amici o credi a me/Giura/Torna da me
- 1966 - Michelle/Non verrà 1968 - Le tue favole/I cavalli neri
- 1969 - Quando l'amore se ne va/Cade il mondo
- 1971 - Susanna T./Occhi tristi

7" grabados como Pier Bozzetti
- 1973 - Armony/Nello spazio di una sera

7" grabados como Miko
- 1976 - Signora tu/Jane
- 1977 - Angelina/Sedici anni (ma tutti d'amore)

7" grabados como Miko & Michelle
- 1978 - ...ma che magnifica serata/Magico

12" grabados como Miko Mission
- 1984 - How Old Are You ?
- 1985 - The World Is You
- 1985 – Two For Love
- 1986 - Striptease
- 1987 - Toc Toc Toc
- 1988 - I Believe
- 1989 - One Step To Heaven
- 1989 - Rock Me Round The World
- 1993 - I Can Fly
- 1996 - Mr. Blue
- 1999 - How Old Are You “Remix 2000”
- 2008 - Thinking Of You
- 2010 – Let It Be Love
- 2011 – File Of Love (Loopside - Vocal Miko Mission)
- 2014 – Universal Feeling